# Dalbergia heudelotii
Dalbergia heudelotii är en ärtväxtart som beskrevs av Otto Stapf. Dalbergia heudelotii ingår i släktet Dalbergia, och familjen ärtväxter. Inga underarter finns listade i Catalogue of Life.